# Jampang (Kemang)
Jampang is een bestuurslaag in het regentschap Bogor van de provincie West-Java, Indonesië. Jampang telt 10.972 inwoners (volkstelling 2010).